# 瓦朗谢讷城市公共交通
瓦朗谢讷城市公共交通（法語：Réseau du transport en commun du Valenciennois）是法国北部城市瓦朗谢讷（法語：Valenciennes）及其相邻地区的城市公共交通系统，其总部位于瓦朗谢讷市区东北部的圣索尔沃境内，商业名称为"Transvilles"。

## 历史
瓦朗谢讷历史上最早的公共交通运营单位为瓦朗谢讷—昂赞有轨电车集团（Société des Tramways de Valenciennes à Anzin），成立于1880年，负责运营当时的老式有轨电车线路。1961年随着老式有轨电车的停运，瓦朗谢讷—昂赞有轨电车集团解散。1976年，瓦朗谢讷市际公共交通工会（Syndicat intercommunal pour les transports urbains de la région de Valenciennes，简称）成立，负责管辖瓦朗谢讷及附近共28个市镇之间的公共交通管理。1978年，原运营埃诺门公共社区内的公共交通的埃诺交通集团（la Compagnie des Transports du Hainaut）解散，其线路网与瓦朗谢讷城市公共交通网合并，并开始使用商业名称""，2006年1月起SEMURVAL更名为"Transvilles"。2014年起，SITURV也更名为"SIMOUV"。
2006年和2014年，瓦朗谢讷有轨电车1号线和2号线相继投入运营。

## 组织

### 运营
2015年，巴黎大众运输公司下属的RATP Dev开始了为期8年的瓦朗谢讷城市公共交通运营，主要负责提供车辆及人员配置。

### 财政
瓦朗谢讷城市公共交通的财政管理由SIMOUV负责，其来源主要包括3部分：
- 地方财政支出，包括瓦朗谢讷城市圈公共社区（法语：Communauté d'agglomération Valenciennes Métropole）和埃诺门城市公共社区（法语：Communauté d'agglomération de la Porte du Hainaut）。其中瓦朗谢讷城市圈公共社区于2017年向SIMOUV支出约600万欧元，比原计划多勒将近50万欧元。由于瓦朗谢讷的财政赤字比较严重，此举曾造成瓦朗谢讷城市圈公共社区一些官员的不满[2]。
- 交通财政转移（Versement du transport），其财政来源为企业财政征收（Prélèvement）。
- 商业收入，即车票等。

瓦朗谢讷城市公共交通系统尚未获得国家直接补助。

## 设施
截止2018年1月，瓦朗谢讷城市公共交通系统共有有轨电车线路2条、干线公交线路6条、主要公交线路6条，另有30余条郊区公交线路。共有30列有轨电车和148辆公共汽车，总员工数量为488人。。

## 线路
瓦朗谢讷城市公共交通线路网总共覆盖81个市镇，以及比利时境内的两个市镇。

## 票价
瓦朗谢讷城市公共交通的车票系统包括两大类型：单次车票和公交卡。

### 单次车票
瓦朗谢讷城市公共交通的单次车票为不记名的一次性纸质车票，包括单次卡、10次卡、24小时卡等，单次卡可在公交车司机处购买，其余卡则要在有轨电车车站的自动售票机上或Transvilles交通亭处购买。单次车票在刷卡后一小时内可无限次换乘。

### 公交卡
瓦朗谢讷的公交卡包含多种类型，包括公共卡（所有人均可办理和使用）、学生卡、老年卡等，办理时需实名登记并出示相关证件。普通的公交卡可在指定的时间段内无限次乘坐瓦朗谢讷城市公共交通下属的所有线路，以及在瓦朗谢讷城市圈公共社区及埃诺门城市圈社区内乘坐TER列车。

## 图集

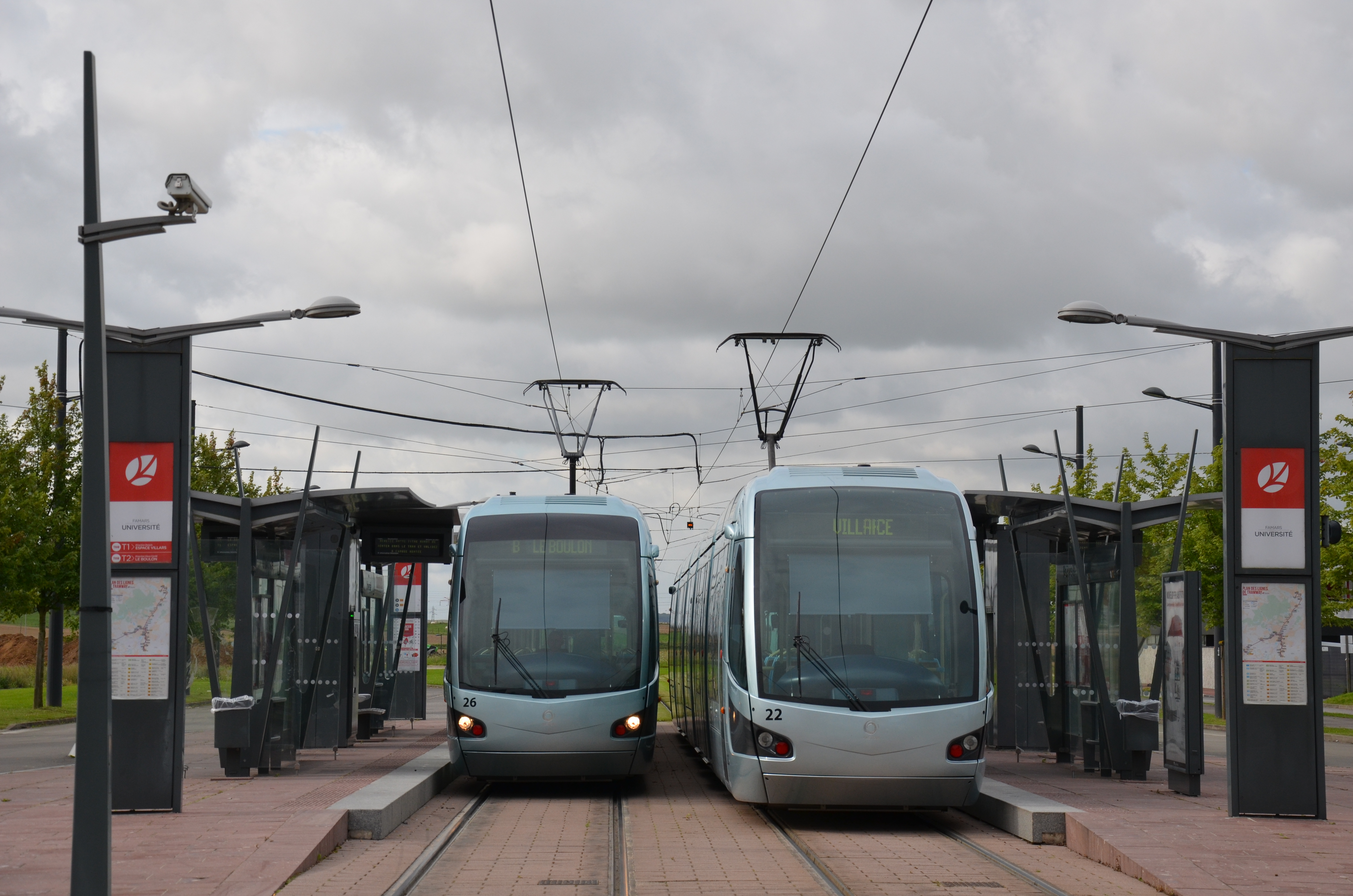
瓦朗谢讷有轨电车"大学"站
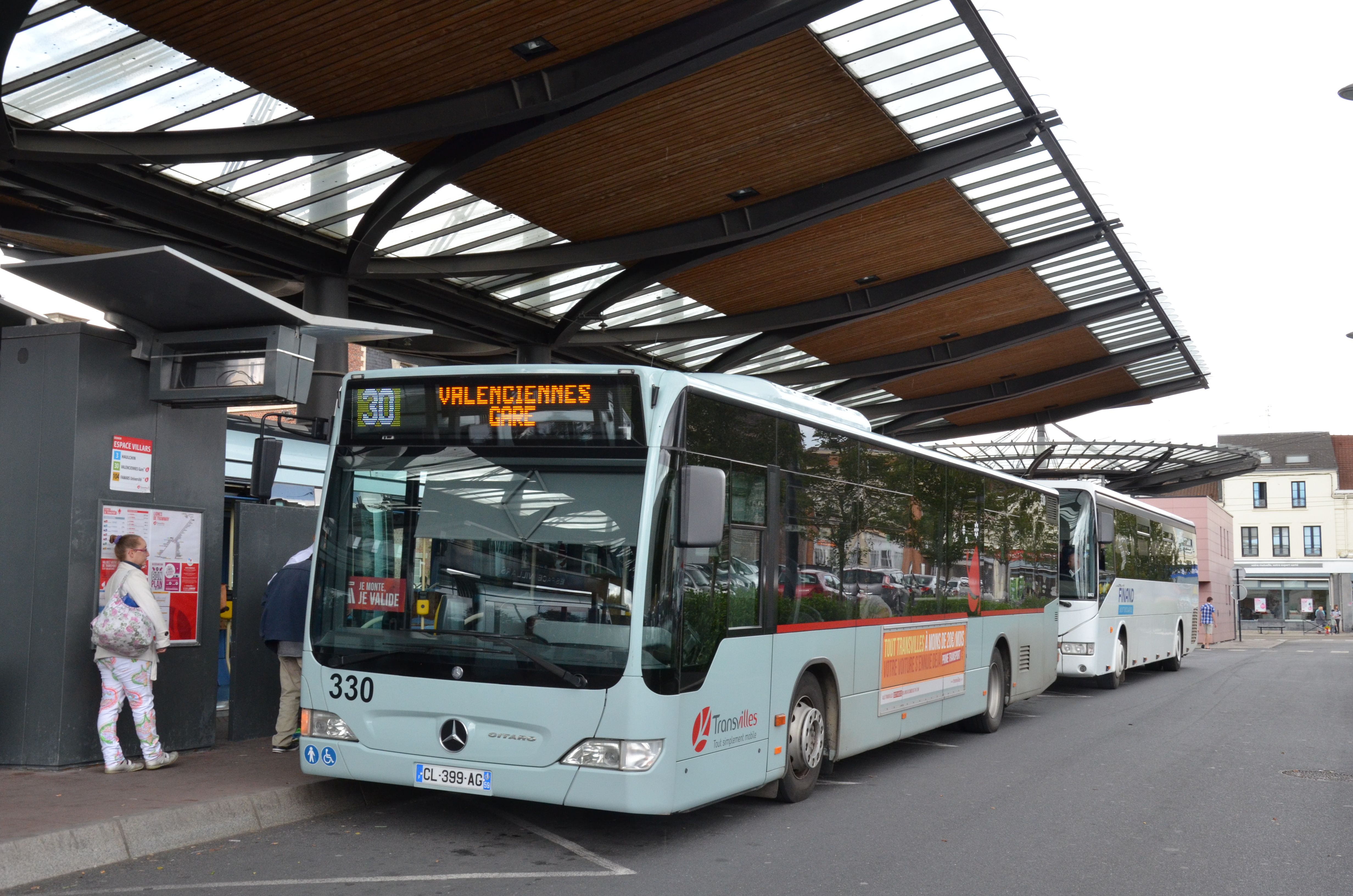
瓦朗谢讷公交30路